# Андреас Бреме
Андреас Бреме (Хамбург, 9. новембар 1960 — Минхен, 20. фебруар 2024) био је немачки фудбалски тренер и фудбалер. На репрезентативном нивоу најпознатији је по постизању победничког гола Немачке у финалу Светског првенства 1990. против Аргентине из пенала у 85. минуту. Играо је за неколико екипа у Немачкој, Италији и Шпанији.
Иако је играо на позицији одбрамбеног играча, имао је осећај за постизање голова. Бреме је био у стању да игра било где год дуж бока с обе стране терена. Био је познат по својој способности за центаршут, извођењу слободних удараца и једанаестераца. Поседовао је снажан шут.

## Играчка каријера

### Клуб
Бреме је рођен у Хамбургу, а каријеру је започео у градском локалном клубу, ХСВ Бармбек-Уленхорст.
Играо је за ФК Кајзерслаутерн од 1981. до 1986., пре него што се преселио у Бајерн Минхен, где је играо од 1986. до 1988., победивши у Бундеслиги 1987. године. Након тога, придружио се италијанском Интеру, играјући тамо од 1988. до 1992. године, заједно са сународницима Лотаром Матеусом и Јиргеном Клинсманом, где је победио у Серији А 1989. године - када је такође проглашен за играча године - и освојио Куп УЕФА 1991. Бреме је играо сезону 1992–93 у Реал Сарагоси у Ла Лиги, пре него што се 1993. поново вратио у Немачку да би поново играо за Кајзерслаутерн. Са клубом је освојио куп Немачке 1996. године, иако су током исте сезоне доживели испадање; без обзира на то, Бреме је остао са тимом, играјући кључну улогу у непосредној промоцији следеће сезоне. Након што је 1998. са клубом освојио немачко првенство 1998. године, Бреме је завршио играчку каријеру као фудбалер, након што је одиграо 301 утакмицу Бундеслиге.

### Репрезентација
Као члан (западне) немачке репрезентације, Бреме је учествовао на Еуро 1984, Летњим олимпијским играма 1984, ФИФА Светском купу 1986, Еуро 1988, ФИФА Светском купу 1990, Еуро 1992, и Светском купу 1994. Именован је за тим турнира на Еуру 84, и помогао Немачкој до полуфинала Еуру 88, на домаћем тлу, постигавши гол на отварању турнира против Италије. На Еуру 1992. освојио је сребрну медаљу, јер је Немачка у финалу изгубила 2:0 против Данске ; поново је именован у екипу турнира. Бреме је освојио сребрну медаљу на ФИФА-ином светском купу 1986. године, пошто је Немачка изгубила од Аргентине у финалу а ипак је освојио светски куп 1990. године против истих противника, док је касније именован тимом свих звезда такмичења. У полуфиналу Светског купа 1986. постигао је одбијени слободан ударац против Француске, а у полуфиналу 1990. постигао је и гол из слободног ударца против Енглеске, који је такође био дело одбијене лопте од енглеског дефанзивца Пола Паркера. Међутим., на путу до финала 1990, он је претходно набацио Клинсману гол главом после центаршута у немачком отварању 4:1 против Југославије, и постигао други гол против Холандије. У финалу Светског купа 1990. године, победом над Аргентином резултатом 1: 0, постигао је одлучујући гол, казнени ударац десном ногом. Његов једини наредни пенал, изведен у регуларном делу утакмице за Немачку, био је против Енглеске на утакмици Светског купа 1986. у Мексику. Бреме је међутим промашио пошто је Питер Шилтон спасио његов ударац. Бреме је постигао победоносни једанаестерац против Мексика у четвртфиналу Светског првенства 1986. левом ногом, док је постигао први гол за своју нацију у победи приликом извођења једанаестераца против Енглеске у полуфиналу светског првенства 1990. године десном ногом. Бреме је последњу 86. утакмицу  за национални тим одиграо током ФИФА Светског купа 1994. године, који је завршен разочаравајућим испадањем Немачке у четвртфиналу.

## Тренерска каријера
Након повлачења из фудбала, Бреме је постао тренер. Постао је тренер свог бившег клуба Кајзерслаутерн од 2000. до 2002. године, када је отпуштен јер је његовом тиму претила опасност од испадања. Ово се сматра случајем дежа ви, јер је био део тима који је испао 1996, али је остао са тимом и био је кључна фигура у њиховој непосредној промоцији и освајању титуле следеће године. Потом је водио тим друге бундеслиге Унтерхачинг, али је отпуштен у априлу 2005. године, опет због тога што је клубу претила опасност да испадне. Тада постаје помоћни тренер заједно са Ђованијем Трапатонијем у ФК Штутгарту, али су обојица отпуштени након само неколико месеци проведених у клубу.

## Стил игре
Иако је био дефанзивац, Бреме је показао изузетну вештину за постизање голова током своје каријере, поседујући изузетно снажан и прецизан ударац са обе ноге; Његово око за голом показује и чињеница да је постигао гол у свим клубовима за које је играо, као и у репрезентацији Немачке.
Ефикасан нападачки бек или крилни бек, Бреме је важио за једног од најбољих левих бекова своје генерације; иако је обично био распоређен на левој страни одбрамбене линије свог тима, био је веома свестран играч, који је био способан да игра било где дуж бока, са обе стране терена, а могао је да игра и у офанзивнијој улози, као крило. Повремено је чак коришћен и на средини терена, као дефанзивни везни играч.  Иако није био нарочито брз, био је познат по својим одличним техничким способностима, издржљивости, одбрамбеним вештинама, предвиђањем, и тактичком интелигенцијом, као и његовом способношћу да организује нападе, што му је омогућило да ефикасно покрије бок и допринесе на оба краја терена.
Као специјалиста за слободне ударце, Бреме се сматра једним од највећих извођача слободних удараца и центаршута свих времена, и био је познат по својој способности да снажно удари лопту. Међутим, Бремеова најизразитија вештина била је чињеница да је био један од ретких играча на свету који је био истински амбидекстросан и могао је подједнако добро да игра са обе ноге, што га чини веома вредним као спољним играчем; његова способност држања било које ноге навела је његовог репрезентативног менаџера Франца Бекенбауера да изјави: „Познајем Ендија 20 година и још увек не знам да ли је десноног или левоног“. Био је познат по извођењу пенала (иако не искључиво) десном ногом и извођењу слободних удараца и корнера левом ногом; ово га је учинило прилично непредвидивим играчем за чување током утакмица.  Иако је наводно по природи био левоног, верује се да је Бреме осећао да му је десна нога заправо прецизнија од леве, али да је „слабијом” левом ногом имао снажнији ударац. Ово се показало када је у финалу Светског првенства 1990. Бреме десном ногом извео пенал којим је Западна Немачка освојила трофеј, али четири године раније Бреме је постигао гол у четвртфиналу Светског првенства 1986. против Мексика са левом ногом. Поред својих способности као фудбалера, Бреме је такође био веома цењен због свог снажног карактера и смирености под притиском, као и због склоности да постиже голове за свој тим у важним утакмицама, тиме што је постизао одлучујуће пенале у нокаут утакмицама на Светском првенству, што га је довело до тога да се сматра "играчем великих утакмица" у медијима.
Иако је био познат као упоран играч, истакао се и по свом професионализму током своје каријере, како на терену тако и ван њега. Матеус је описао Бремеа као најбољег играча са којим је играо.